# 1979年全仏オープン
1979年 全仏オープン（1979ねんぜんふつオープン、Internationaux de France de Roland-Garros 1979）は、フランス・パリにある「ローランギャロス・スタジアム」にて、1979年5月28日から6月11日にかけて開催された。

## 大会の流れ
- 男子シングルスは「128名」の選手による7回戦制で、女子シングルスは「64名」の選手による6回戦制で行われた。男女とも「1回戦不戦勝」（抽選表では“Bye”と表示）はない。

## シード選手

### 男子シングルス
1. ビョルン・ボルグ　（優勝、2年連続4度目）
2. ジミー・コナーズ　（ベスト4）
3. ギレルモ・ビラス　（ベスト8）
4. ビタス・ゲルレイティス　（ベスト4）
5. エミリオ・モンターニョ　（1回戦）
6. ハロルド・ソロモン　（4回戦）
7. エディ・ディッブス　（ベスト8）
8. ホセ・ヒゲラス　（ベスト8）
9. アーサー・アッシュ　（3回戦）
10. ブライアン・ゴットフリート　（3回戦）
11. ホセ・ルイス・クラーク　（2回戦）
12. ヴォイチェフ・フィバク　（4回戦）
13. マニュエル・オランテス　（4回戦）
14. ティム・ガリクソン　（4回戦）
15. コラド・バラツッティ　（3回戦）
16. アドリアーノ・パナッタ　（3回戦）

### 女子シングルス
1. クリス・エバート・ロイド　（優勝、4年ぶり3度目）
2. バージニア・ウェード　（2回戦）
3. ダイアン・フロムホルツ　（ベスト4）
4. ウェンディ・ターンブル　（準優勝）
5. バージニア・ルジッチ　（ベスト8）
6. スー・バーカー　（2回戦）
7. レジナ・マルシコワ　（ベスト4）
8. ベティ・ストーブ　（3回戦）
9. ミマ・ヤウソベッツ　（2回戦）
10. キャシー・ティーチャー　（2回戦）
11. ロージー・カザルス　（1回戦）
12. マリセ・クルーガー　（2回戦）
13. アン・スミス　（3回戦）
14. イラナ・クロス　（2回戦、途中棄権）
15. （試合開始前に棄権）
16. マリタ・レドンド　（1回戦）

## 大会経過

### 男子シングルス
準々決勝
- ビョルン・ボルグ vs.  ハンス・ギルデマイスター　6-4, 6-1, 7-5
- ビタス・ゲルレイティス vs.  ホセ・ヒゲラス　6-1, 3-6, 6-4, 6-4
- ビクトル・ペッチ vs.  ギレルモ・ビラス　6-0, 6-2, 7-5
- ジミー・コナーズ vs.  エディ・ディッブス　6-2, 2-6, 6-4, 6-2

準決勝
- ビョルン・ボルグ vs.  ビタス・ゲルレイティス　6-2, 6-1, 6-0
- ビクトル・ペッチ vs.  ジミー・コナーズ　7-5, 6-4, 5-7, 6-3

### 女子シングルス
準々決勝
- クリス・エバート・ロイド vs.  ルタ・ゲルレイティス　6-0, 6-4
- ダイアン・フロムホルツ vs.  バージニア・ルジッチ　6-0, 6-4
- ウェンディ・ターンブル vs.  ハナ・マンドリコワ　6-3, 6-3
- レジナ・マルシコワ vs.  レナータ・トマノワ　6-1, 6-1

準決勝
- クリス・エバート・ロイド vs.  ダイアン・フロムホルツ　6-1, 6-3
- ウェンディ・ターンブル vs.  レジナ・マルシコワ　6-4, 6-3

## 決勝戦の結果
- 男子シングルス： ビョルン・ボルグ vs.  ビクトル・ペッチ　6-3, 6-1, 6-7, 6-4
- 女子シングルス： クリス・エバート・ロイド vs.  ウェンディ・ターンブル　6-2, 6-0
- 男子ダブルス： ジーン・マイヤー＆ サンディ・マイヤー vs.  ロス・ケース＆ フィル・デント　6-4, 6-4, 6-4
- 女子ダブルス： ベティ・ストーブ＆ ウェンディ・ターンブル vs.  フランソワーズ・デュール＆ バージニア・ウェード　2-6, 7-5, 6-4
- 混合ダブルス： ボブ・ヒューイット＆ ウェンディ・ターンブル vs.  イオン・ティリアック＆ バージニア・ルジッチ　6-3, 2-6, 6-3

## みどころ
- 男子シングルスで、ビクトル・ペッチがパラグアイのテニス選手として初の4大大会シングルス決勝進出を果たした。女子シングルス優勝者のクリス・エバート・ロイドは、この大会から夫の姓を併用するようになった。